# Ларионова, Анна Николаевна
Анна Николаевна Ларионова (род. 3 июня 1975, Ленинград) — российская горнолыжница. Участница зимних Олимпийских игр 1998 года. Мастер спорта международного класса (горнолыжный спорт).

## Биография
Родилась в Ленинграде.
Спортом начала заниматься в 1981 году. Первые тренеры — Т. Плотникова, С. Баскаков, затем Л. Мельников.
Дебютировала на международном уровне на этапе Кубка мира в Вейле, 2 декабря 1994 года, в дисциплине скоростной спуск (57-е место). На этапах Кубка мира самое высокое занятое место — 21-е (1 февраля 1997 года в Лаксе, в дисциплине скоростной спуск), в Кубке европейских чемпионов одержала три победы, все в скоростном спуске в 1997 году: первую — 8 января в Тине, последнюю — 8 февраля в Санкт-Морице. На чемпионате мира 1997 года в Сестриере, своем единственном выступлении на чемпионате мира, заняла 27-е место в скоростном спуске, 33-е место в супергиганте и 17-е место в двоеборье. В 1998 году пик карьеры и завершение. 5 января в Тине поднялась в последний раз на подиум в Кубке Европы (3-е место в скоростном спуске). 31 января в Оре стартовала в последний раз на Кубке мира (40-е место в скоростном спуске). Затем приняла участие в XVIII зимних Олимпийских играх в Нагано в 1998 году (32-е место в скоростном спуске и 33-е место в супергиганте). Завершила карьеру в конце того же сезона 1997—1998 года, и её последней гонкой стал специальный слалом на чемпионате России 1998 года, проходивший 3 апреля в Шерегеше (13-м место).
Серебряный (1996 — скоростной спуск, 1997 — слалом-гигант) и бронзовый (1996 — слалом, 1996,1997 — супергигант, 1997 — скоростной спуск, 1998 — слалом-гигант) призёр чемпионатов России. Победитель Всемирной универсиады (1995) в скоростном спуске.